# First Japan Tour Wake Up: Open Your Eyes

## Antecedentes
El tour se anunció por primera vez durante los conciertos en Japón de la gira The Red Bullet. La gira, que tuvo paradas en Tokio, Osaka, Nagoya y Fukuoka reunió a 25 000 fanes del grupo y sirvió para promocionar el primer álbum de estudio japonés de la banda Wake Up. Además, el concierto que se celebró en Fukuoka el 19 de febrero se retransmitió en directo en salas de cine por todo Japón atrayendo a 6 000 personas más.
Aunque la mayor parte de las canciones que interpretaron estaban en coreano, cantaron también versiones en japonés de temas como «No More Dream» o «Boy In Luv», además de dos temas que habían aparecido en su primer álbum japonés, «Wake Up» y «The Stars». Por otro lado, también incluyeron una versión de «Beautiful» de Mariah Carey y Miguel. El 20 de mayo de 2015 se publicó en Japón 1st Japan Tour 2015 Wake Up: Open Your Eyes en DVD y Bluray, que contenía el concierto al completo e imágenes detrás de las cámaras de la gira.

## Lista de canciones
- Acto 1:

1. «Danger» (Japanese Version)
2. «We Are Bulletproof Pt.2»
3. «Wake Up»
4. «2nd Grade»
5. «Hip Hop Lover»
6. «Let Me Know»
7. «Tomorrow»

- Acto 2:

1. «I Like It»
2. «I Like It Pt.2»

- Acto 3:

1. «Blanket Kick»
2. «Just One Day» (Japanese Version)
3. «Adult Child»
4. «Beautiful» (Mariah Carey cover)
5. «Miss Right» (Japanese Version)
6. «If I Ruled the World»
7. «No More Dream» (Japanese Version)
8. «N.O.» (Japanese Version)
9. «War of Hormone»
10. «Boy In Luv» (Japanese Version)

- Acto 4 - Encore:

1. «The Stars»
2. «Jump» (Japanese Version)
3. «Satoori Rap»
4. «Attack On Bangtan»

## Fechas
| Fecha                 | Ciudad  | País  | Lugar                     | Asistencia |
| --------------------- | ------- | ----- | ------------------------- | ---------- |
| 10 de febrero de 2015 | Tokio   | Japón | Makuhari Messe Event Hall | 25 000     |
| 11 de febrero de 2015 | Tokio   | Japón | Makuhari Messe Event Hall | 25 000     |
| 13 de febrero de 2015 | Osaka   | Japón | Festival Hall             | 25 000     |
| 14 de febrero de 2015 | Osaka   | Japón | Festival Hall             | 25 000     |
| 17 de febrero de 2015 | Nagoya  | Japón | Zepp Nagoya               | 25 000     |
| 19 de febrero de 2015 | Fukuoka | Japón | Zepp Fukuoka              | 25 000     |
| Total                 | Total   | Total | Total                     | 25 000     |